# Kasteel Boshuysen

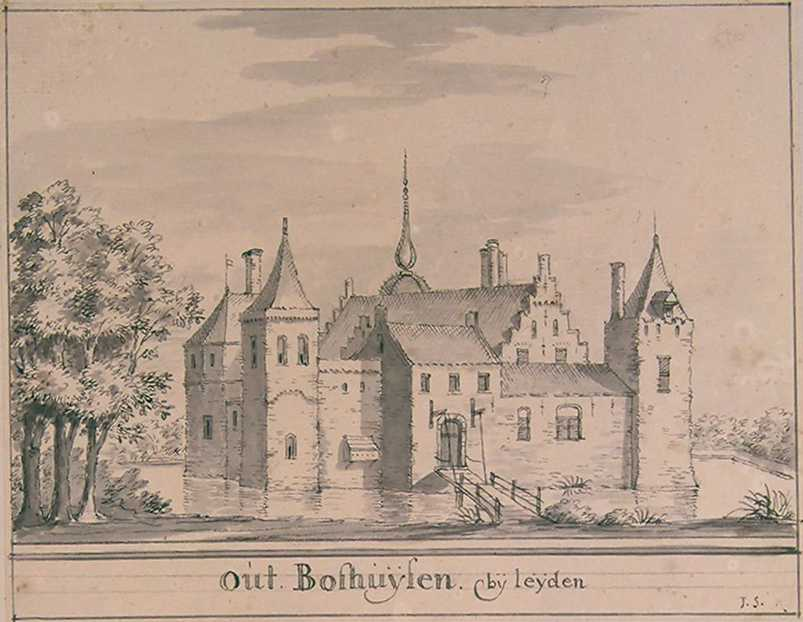
Kasteel Boshuysen door J. Schoemaker

Kasteel Boshuysen of Boshuizen was een kasteel gelegen in Zoeterwoude, nu Leiden.
De oudste vermelding betreft "de woning te Boschuysen met 50 morgen, onder Zoeterwoude, strekkend van de Rijn tot de Vroonmade" op 15 augustus 1332, maar waarschijnlijk gaat de geschiedenis van dit leengoed van de graaf van Holland aan de familie Van Boschuysen zelfs terug tot 1281. Wanneer de woning versterkt werd tot kasteel is niet geheel duidelijk. Omdat de later teruggevonden muren 1,5 meter dik waren, zijn die vermoedelijk al vóór 1351 opgetrokken, want daarna waren gebouwen met zulke zware muren niet meer toegestaan binnen een bepaalde afstand van de Leidse stadsmuren.
Het kasteel stond aan de Boshuizerwetering in het ontginningsgebied Boshuysen, later genaamd de Boschhuyser polder, en is tot in de 16e eeuw in bezit geweest van het geslacht Boschhuysen. Het werd in 1574 (beleg van Leiden) verwoest en later geheel afgebroken. Rond 1632 is op de resten een nieuw huis gebouwd, dat in de 18e eeuw is vervangen door een (eenvoudig) landhuis. Halverwege de 19e eeuw werd ook dit gesloopt, waarna het terrein werd gebruikt als weiland. 
In het voorjaar van 1955 zijn tijdens de aanleg van sportvelden aan de Boshuizerkade (Leiden) op een diepte van ongeveer een meter beneden het maaiveld de restanten aangetroffen van de fundering van het kasteel. De aangetroffen funderingen en muurresten bestonden uit een carré van ongeveer 30 bij 30 meter. Aan de oostzijde daarvan zijn de funderingen van een toren teruggevonden. Aan de noordzijde heeft zich vermoedelijk een ophaalbrug bevonden. Na onderzoek zijn de muurresten grondig verwijderd, want bij de renovatie van de sportvelden in 2010 werden ze niet meer aangetroffen. Met gebruik van een grondradar kon wel worden vastgesteld dat vlak bij het kasteel een steenbakkerij met mogelijk enkele bijgebouwen heeft gestaan. 
Abbenbroek · Abspoel · Adegeest · Slot Alkemade ·  Altena · Arkelsburg · Bellesteyn · Huis ten Berghe · Binckhorst · Binnenhof · Blijdestein · Te Blotinghe · Boekenburg · Boekhorst · Boshuysen · Bulgersteyn · Burcht (Leiden) · Burcht (Voorne) · Slot Capelle · Coebel · Cranenburg · Crayestein · Cronesteyn · Crooswijk · Develstein · 't Huys Dever · Dirks Steenhuis · Ter Does · Duivenstein · Duivenvoorde · Endegeest · Endepoel · Foreest · Giessenburg · Gravensteen · Groot Haesebroek · 's Heeraartsberg · Hof van Wateringen · Holy · Slot Honingen · Kasteel van de Heren van Arkel · Kasteel van Gouda · Keenenburg · Kasteel Keukenhof · Klein Poelgeest · Huis te Langerak · Langestein · Huis te Liesveld · Ter Lips · De Loo · Madeburcht · Marenburch · Meerburg · Huis te Merwede · Huis ter Mey · Kasteel van der Meye · Niemandsvriend · Noordeloos · Oud-Berendrecht · Oud-Poelgeest · Oud Teylingen · Paddenpoel · Persijn · Groot Poelgeest · Hof van Putten · Puttensteyn · Landgoed De Raephorst · Kasteel Ravesteyn · Kasteel van Rhoon · Rijnegom · Rijnenburg · Huis te Riviere · Rodenburg · Hofstad Rodenrijs · Rodenrijs · Rosenburgh · Huis Roucoop · Santhorst · Schelluinderberg · Schonenburg · Kasteel van Schoonhoven · Souburgh · Spangen · Starrenburg · Huis ter Specke · Steenvoorde · Stenevelt · Slot Teylingen · Den Toll · Torenvliet · Slot Valckesteyn · Huis ter Waard · Warmont · Ter Weer · Hof van Wena · Kasteel Westerbeek · Huis te Woude · Kasteel van IJsselmonde · 't Zand · Huis Zevender · Kasteel aan de Zevender · Zijlhof · Zonneveld · Huis Zuidwijk · Zwieten